# Calomnion denticulatum
Calomnion denticulatum är en bladmossart som beskrevs av Mitten 1868. Calomnion denticulatum ingår i släktet Calomnion och familjen Calomniaceae. Inga underarter finns listade i Catalogue of Life.